# Fatah land
Le Fatah Land désigne le sud du Liban où les fedayins palestiniens, chassés de Jordanie à la suite du Septembre noir, installent leurs bases. Quelques années plus tôt, Yasser Arafat, leader du Fatah, et le général Boustani signent L’accord du Caire le 3 novembre 1969, qui accorde aux Palestiniens la possibilité de lancer des opérations contre Israël à partir de leurs bases libanaises et un statut d'autonomie qui les autorise à évoluer en marge de la souveraineté libanaise. La région est alors connue sous le nom de « Fatah Land » (« territoire du Fatah »).